# Reina Roja (novela)
Reina Roja es una novela escrita por Juan Gómez-Jurado, publicada el 8 de noviembre de 2018. Es el primer libro de la trilogía sobre Antonia Scott, que completan Loba Negra y Rey Blanco.

## Sinopsis
El agente de la policía nacional Jon Gutiérrez es detenido por haber intentado inculpar a otra persona. No tiene muchas opciones para salir de esta. Hasta que le ofrecen hacer un trabajo. Tiene que convencer a Antonia Scott de que le siga. La trama relata como Jon y Antonia se convierten en compañeros de investigación en la búsqueda de un asesino por toda la ciudad de Madrid.

## Recepción
Para el año siguiente a su publicación ya había vendido más de 250 000 ejemplares.

## Serie de televisión
El 12 de enero de 2022, Juan Gómez-Jurado anunció a través de su cuenta de Twitter que la novela se adaptaría a una serie de televisión de la mano de Amazon Studios y que se lanzó en Amazon Prime Video.Se lanzó el 29 de febrero de 2024.